# Katha laevis
Katha laevis — вид метеликів родини Ведмедиці (Arctiidae). Метелик зустрічається в Японії. Розмах крил сягає 32-35 мм.